# 108
Римська імперія •  Парфянське царство •  Кушанське царство •  Східна Хань •  Сармати

## Геополітична ситуація
Римську імперію очолює імператор Траян (до 117). Імперія займає Апеннінський, Піренейський та Балканський півострови, Галлію, частину Британії, Близький Схід, Північну Африку включно з Єгиптом.
Наймогутніша держава центральної Азії — Парфянське царство. Наймогутніша держава Індостану — Кушанське царство. Династія Хань править у Китаї.
Триває докласичний період цивілізації мая.
На території майбутньої України, в степах Причорномор'я, мешкають сармати, північніше — племена Черняхівської культури.

## Події
- Аппій Анній Требоній Галл і Марк Атілій Метілій Брадуа обрані консулами Римської імперії. Консул-суфект — Адріан.
- Розпочалося спорудження Трофея Траяна в Мезії.

## Померли
Дивись також Категорія:Померли 108
- Луцій Ліциній Сура — державний та військовий діяч Римської імперії.
- Гней Доміцій Тулл— державний та військовий діяч Римської імперії.